# Canal Esport Club
Canal Esport Club (CEC) est le média esport de Canal+, sur le web et à la télévision.

## Le magazine web
Canal Esport Club est un magazine esport qui mêle actualités, décryptages, rencontres et billets d'humeurs.

## Le magazine TV
Canal Esport Club est une émission de télévision française diffusée sur Canal+ depuis le 28 octobre 2016 et présentée par Olivier Morin.
Il se décline en deux formats : mensuel (en plateau, avec invités et public) et hebdomadaire (plus court et centré sur l'actualité de la semaine).
C'est la première fois que Canal+ diffuse une émission consacrée à l'esport.
La musique du générique du CEC est le titre Intrusion Fuse du groupe French Fuse.